# Jože Srebrnič (narodni heroj)
Jože Srebrnič, slovenski politik in narodni heroj Jugoslavije, * 28. februar 1884, Solkan, † 11. julij 1944, Kanal.
Srebrnič je bil po prvi svetovni vojni zajet in poslan v taborišče za vojne ujetnike v Italijo. Po vrnitvi iz taborišča je deloval na kulturnem področju na Goriškem, kjer je ustanovil pevski zbor in bil pobudnik za odprtje prve knjižnice na tistem območju. Poleg tega je bil zaslužen tudi za ustanovitev prve goriške pihalne godbe, tamburaškega zbora in dramskega odseka.
Leta 1924 je bil Srebrnič izvoljen za komunističnega poslanca v rimski parlament. Po izbruhu druge svetovne vojne je bil večkrat zaprt in konfiniran do kapitulacije Italije. Po kapitulaciji je postal partizanski komandant.
Leta 1944 je utonil v reki Soči, kjer ga je našla Hedvika Krašček. Obstajajo očividci in avdio posnetek, da je bil Srebrnič utopljen po ukazu VOS (Varnostno-obveščevalne službe). Za narodnega heroja je bil razglašen 4. septembra 1953.